# Stoian Kitov
Stoian Kitov   (Sofia, 27 d'agost de 1938) fou un futbolista búlgar de la dècada de 1960.
Fou 3 cops internacional amb la selecció búlgara amb la qual participà a la Copa del Món de Futbol de 1962 i a la Copa del Món de Futbol de 1966.
Pel que fa a clubs, defensà els colors de l'Spartak Sofia.